# Ганне Северінсен
Ганне Северінсен (дан. Hanne Severinsen) — данська громадська діячка, викладач, магістр історії та політології. Президент міжнародної громадської організації «Європейська медіа-платформа», колишня співдоповідачка Моніторингового комітету Парламентської асамблеї Ради Європи щодо України (1995-2007), член наглядової ради Української школи політичних досліджень, Ради Інституту світової політики в Україні, заступниця голови ради Датської технічної ради, член ради Датського Інституту з прав людини. Радник Юлії Тимошенко під час її перебування на посаді прем'єр-міністерки України.

## Життєпис
Ганне Северінсен народився 12 червня 1944 року в Копенгагені у сім'ї адвоката Еріка Северінсена та Елсе Северінсен. Закінчила приватну школу Йоґаннессколен в місті Фредеріксберзі та Копенгагенський університет. Ще під час навчання була активісткою молодіжної організації Ліберальні студенти Данії, очолювала її Копенгагенське відділення у 1966 — 1967 роках. У 1974 році була обрана до ради комуни Копенгаген. 
Працювала викладачем історії на Студентських курсах «Gentofte» у 1971 — 1987 роках, у школі «VUC Ringkøbing-Skjern» муніципалітету Рінґкебінґ-Скєрн у 1988 — 1991 роках та Скєрнській технісчній школі у 1991 — 1992 роках. 
У 1991—2007 роках була депутатом данського Фолькетинґу від партії «Венстре».
Ганне Северінсен працювала у Гельсінкському комітеті з прав людини. З 1991 до 2008 року була членом Парламентської асамблеї Ради Європи, співдоповідачем Моніторингового комітету Парламентської асамблеї Ради Європи.
З 29 червня по 12 жовтня 2007 року Ганне Северінсен була головою Спеціального комітету Ради Європи зі спостереження за позачерговими парламентськими виборами в Україні. 
Була спостерігачем на виборах у багатьох країнах: Україні, Росії, Азербайджані, Боснії, Туреччині. 
У 2008 — 2009 роках на добровільних засадах була радником уряду Юлії Тимошенко.
Ганне Северінсен у 2014 році про ситуація в Криму сказала : 
| Гітлер робив на території Судетів перед ганебною Мюнхенською угодою, де наївний Чемберлен оманливо вважав, що відмова від Чехословаччини призведе до «миру в наш час», а відбулося навпаки[10] |

## Нагороди
- Орден «За заслуги» II ступеня (11 січня 2008р., Україна) — за вагомий особистий внесок у розвиток конструктивної співпраці між Україною та Радою Європи, плідну громадську діяльність[11].